# دره پرشوسکا

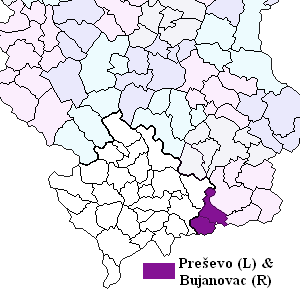
دو ناحیهٔ شهری پرشوو

درهٔ پرشوسکا یا پرشوو(صربی‌کرواتی: Прешевска долина, Preševska dolina; آلبانیایی: Lugina e Preshevës) ناحیتی در جنوب کشور صربستان است که از دو شهرداری بویانواک و پرشوو تشکیل شده‌است. از لحاظ ژئوپلتیک، این منطقه در مرکز جامعه آلبانیایی‌های صربستان واقع شده (بدون در نظر گرفتن کوزوو) حدود ۵۴٫۶٪ از مردم بویانواک و ۸۹٪ مردم پرشوو نژاد آلبانیایی دارند.